# 岡津城
岡津城（おかづじょう）は、神奈川県横浜市泉区岡津町（相模国鎌倉郡）にあったとされる室町時代から戦国時代にかけての日本の城（山城）。

## 概要
阿久和川とその支流・子易川の合流点北側の丘陵に築かれた。上杉定正の子上杉朝良が拠点としたが、玉縄城に進出した後北条氏によって1512年（永正9年）に攻略されたという。その後、後北条氏家臣・太田大膳亮の知行地となる（小田原衆所領役帳）。
1590年（天正18年）に後北条氏が滅び徳川家康が入国すると、彦坂元正の知行地となり城跡に岡津陣屋が置かれた。現在は住宅地のほか横浜市立岡津小学校や岡津中学校の敷地となっているが、土塁や空堀などの遺構が一部残るという。